# محمد بن عبد الرحمن
أبو عبد الله محمد بن عبد الرحمن (207 هـ/823 م - 273 هـ/886 م) خامس أمراء الدولة الأموية في الأندلس. حكم الأندلس لخمسة وثلاثين عامًا، قضاها في مقاومة الثورات والاضطرابات المتلاحقة في عهده.

## نشأته
ولد محمد بن عبد الرحمن للأمير عبد الرحمن بن الحكم من أم ولد تدعى تهتز، وقيل بهير في ذي القعدة من عام 207 هـ.
ولاه أبوه على سرقسطة، كما صحب محمد أباه في غزوته إلى بنبلونة عام 228 هـ، كما ندبه أباه لمقابلة رسل ملك الإفرنج. وفي عام 231 هـ، أرسل الأمير عبد الرحمن جيشًا بقيادة ابنه محمد لمحاصرة مدينة ليون، فضيّق عليها، مما أضطر الكثير من أهلها إلى الفرار واللجوء للجبال. كما استخدمه والده عام 232 هـ، لقتال موسى بن موسى في تطيلة، بعد أن ثار موسى على الأمير عبد الرحمن وتحالف مع البشكنس، فقاتل محمد حتى طلب موسى الصلح، فأجازه الأمير عبد الرحمن. ثم سار محمد إلى بنبلونة، فأوقع بالبشكنس الخسائر، وعاد غانمًأ إلى قرطبة. وبعد وفاة أبيه، تولى محمد بن عبد الرحمن في يوم الخميس 3 ربيع الآخر 238 هـ الإمارة بعهد من أبيه.

## عهده

### الثورات
في بداية عهده، ثار أهل طليطلة، وحبسوا عامل الأمير، فأرسل لهم الأمير محمد أخاه الحكم بن عبد الرحمن بحملة لتأمين أهالي قلعة رباح الذين فرّوا من مدينتهم خوفًا من أهل طليطلة، فنزل بالمدينة، وأمّن أهلها، ودعّم تحصيناتها. كما أرسل الأمير بجيش آخر لقتال أهل طليطلة، إلا أن تلك الحملة انهزمت. فخرج لهم الأمير محمد بنفسه في العام التالي 240 هـ، وحين علموا بخروجه، راسلوا أردونيو الأول ملك أستورياس يستمدونه، فبعث لهم بقوات بقيادة شقيقه، فالتقاهم محمد بجيشه ووقعت معركة وادي سليط، وكان النصر للأمير على أهل طليطلة وحلفائهم. وفي عام 242 هـ، بعث بجيش بقيادة ابنه المنذر، حاصر المدينة وضيّق على أهلها.
وفي عام 254 هـ، خرج الأمير محمد بحملة أخضع بها تمرد ماردة، وصالحه أهلها على أن يخرج عددًا من قادتهم منهم عبد الرحمن بن مروان الجليقي بعائلاتهم إلى قرطبة. وفي عام 256 هـ، أرسل حملة إلى وشقة، لإخضاع تمرد عاملها عمروس بن عمر بن عمروس، الذي فرّ من المدينة قبل أن تصلها قوات الأمير. وفي عام 258 هـ، غدر بنو قسي بعاملي الأمير على تطيلة وسرقسطة، فخرج لهم الأمير بنفسه عام 259 هـ، وأسر منهم جماعة، وقدم بهم إلى قرطبة، ثم أمر بأن تضرب أعناق مطرف بن موسى وأولاده. وفي عام 260 هـ، أخرج ابنه المنذر وقائده هاشم بن عبد العزيز إلى سرقسطة، فأخضعا تمردها.
وفي عام 261 هـ، فرّ عبد الرحمن بن مروان الجليقي ورجال ماردة من قرطبة، ولجأوا إلى قلعة الحنش، فخرج لهم الأمير وحاصرهم 3 شهور، حتى طلبوا الأمان، فأمنهم محمد بن عبد الرحمن، وأجازهم على أن يقيموا في بطليوس. إلا أنه عاد للتمرد في العام التالي، فأرسل له الأمير ابنه المنذر وقائده هاشم بن عبد العزيز، فحاصره في حصن كركي. وأرسل ابن مروان لملك أستورياس يستمده، فأمده بقوة، تصدى لها ابن عبد العزيز، في معركة هُزم فيها هاشم وأُسر، ولم يفك أسره إلا بعد عامين. وفي عام 263 هـ، أرسل الأمير ابنه المنذر لقتال ابن مروان ثانيةً، ففر منه ابن مروان، ولجأ إلى ألفونسو الثالث. وفي عام 264 هـ، أرسل محمد بن عبد الرحمن ابنه المنذر إلى سرقسطة وتطيلة، لقتال بني قسي، فهزمهم. وفي عام 265 هـ، ثار يحيى الجزيري في كورة رية والجزيرة الخضراء وتاكرنا، فأخرج له الأمير حملة بقيادة هاشم بن عبد العزيز، هزمته وأسرته وجلبته إلى قرطبة.
وفي عام 267 هـ، كانت بداية ثورة عمر بن حفصون في كورة رية، بثورته على عامل الأمير وطرده، إلى أن غزاه هاشم بن عبد العزيز، وهو في جبل ببشتر عام 270 هـ، حيث طلب الأمان، فأمنه الأمير على أن يسكن قرطبة. وفي العام التالي 271 هـ، فر عمر بن حفصون إلى جبل ببشتر، فأرسل له حملة في عام 272 هـ حاصرته. كما أرسل الأمير في نفس العام حملة أخرى لقتال ابن مروان الجليقي، بقيادة ابنه عبد الله ووزيره هاشم بن عبد العزيز. وفي عام 273 هـ، أرسل الأمير ابنه المنذر لقتال بني رفاعة المتمردين في كورة رية، وبينما هو محاصرهم، أتاه خبر وفاة الأمير محمد بن عبد الرحمن.

### المعارك الخارجية
في عام 240 هـ، حاولت سفن النورمان غزو غرب الأندلس بأربع وستين مركبًا، لكنهم فوجئوا باستعدادات سفن المسلمين التي كان الأمير عبد الرحمن الأوسط قد أمر بإعدادها بعد غزو النورمان الأول لغرب الأندلس في عام 230 هـ، وحاول مركبين أن يجوزا، فاعترضتهم سفن المسلمين بالقرب من باجة، وأسرتهما. فاستكملت سفن النورمان حركتها حتى مصب نهر الوادي الكبير في إشبيلية، فلقيوا مقاومة أيضًا، فتقدموا إلى الجزيرة الخضراء وتغلبوا عليها وأحرقوا مسجدها. ثم انصرفوا إلى المغرب، ومنه إلى ساحل تدمير، فحصن أريولة، ومنه إلى جنوب فرنسا، ثم اعترضتهم سفن المسلمين مرة أخرى في طريق عودتهم وكانوا قد فقدوا نحو أربعين مركبًا من مراكبهم، فأسروا منها اثنين بالقرب من شذونة.
وفي عام 241 هـ، خرج الأمير محمد لغزو ألبة والقلاع، وعاد من حملته تلك غانمًا. وفي العام التالي 242 هـ، أمر موسى بن موسى بحشد الجموع، وغزو برشلونة، فافتتح فيها حصن طراجة وغنم من غزوته تلك.
وفي عام 246 هـ، أغزى الأمير محمد أحد قواده إلى بنبلونة، فهزم قوات غارسيا إنيغيز ملك نافارا المتحالفة مع قوات أردونيو الأول ملك أستورياس، وأسر فرتون ابن غارسيا، الذي ظل أسيرًا في قرطبة لعشرين عام. وفي عام 249 هـ، أغزى الأمير ابنه عبد الرحمن وقائده عبد الملك بن العباس ألبة والقلاع، فوقعت بين المسلمين وقوات أستورياس بقيادة أخ لملكهم أردونيو معركة انتهت بنصر المسلمين. كما أغزى محمد بن عبد الرحمن ابنه عبد الرحمن إلى ألبة والقلاع في عامي 251 هـ و 252 هـ، فعاد منها منتصرًا، ثم أتبعها الأمير بغزوة خرج فيها بنفسه في عام 253 هـ.

### أحداث في عهده
شهدت بداية عهد الأمير محمد، استمرار الأحداث التي بدأت في نهاية عهد أبيه، من إقدام جماعة من المسيحيين على تحدي سلطات ومشاعر المسلمين عن طريق سب الدين الإسلامي وسب نبيه، والتي كان ورائها قس مسيحي يدعى إيولوخيو الذي ألّب بعض مسيحيي قرطبة وأثارهم ضد المسلمين، ودون كتيبًا بعنوان شهداء قرطبة جمع فيه الأحكام التي صدرت بإعدام 48 مسيحيًا بعضهم من الرهبان والكهنة الكاثوليك في الأندلس في الفترة بين عامي 236 هـ/851 م-244 هـ/859 م، بتهمة سب الدين الإسلامي وسب نبيه، إضافة إلى المسلمين أو أبناء التزاوج بين المسلمين والمسيحيات الذين ارتدوا عن الإسلام.
وكان من أحداث عهده أيضًا مجاعتين شديدتين عام 253 هـ وعام 260 هـ، كما ضرب الأندلس زلزال شديدً عام 267 هـ.

## وفاته وأولاده
توفي غرة شهر ربيع الأول 273 هـ في قرطبة، ودفن بالقصر، وصلّى عليه ولده المنذر. وكان له ثلاثة وثلاثون ابنًا منهم المنذر وعبد الله والعاصي والقاسم وعبيد الله وإبراهيم وأحمد وهشام والمطرّف وعثمان، وعبد الرحمن، ومسلمة والأصبغ، وإحدى وعشرون بنتًا.

## أعماله
في عام 250 هـ، تمت الزيادة التي أضافها الأمير عبد الرحمن في جامع قرطبة في عهد ابنه الأمير محمد، كما زاد في مسجد سرقسطة الجامع من فيء غزوة موسى بن موسى على برشلونة. كما أصلح جامع إستجة، وجامع شذونة، وعني بتجديد منية الرصافة التي أنشأها الأمير عبد الرحمن الداخل، وجدد حدائقها ومتنزهاتها.
كان محبًا للعلماء، حاميًا لهم. فيروى أن بقي بن مخلد حين دخل الأندلس بمصنف ابن أبي شيبة من الشرق، وقرأه على الناس فاستنكروه وحاولوا منعه. وحين علم الأمير محمد بذلك، أرسل في طلبه هو وكتابه، وتصفحه، وأمر بنسخ الكتاب إلى خزائنه، وأمر بقي بنشر ما في كتابه، ونهى الناس أن يتعرضوا له.
اهتم الأمير محمد بتحصين الثغور، فابتنى حصن شنت إشتيبن لحماية مدينة سالم، وشيد حصني: طلمنكة ومجريط بمنطقة وادي الحجارة للدفاع عن طليطلة، على الرغم من إلغائه ضريبة الحشود التي كانت تجمع لتمويل الحملات العسكرية، واكتفى بدعوة رعاياه إلى التطوع والجهاد.
كما ابتعد الأمير محمد عن الترف والبذخ الذي كان سائدًا في عهد أبيه، كما قل نفوذ الجواري والصقالبة في القصر في عهده.

## وصفه وشخصيته
وصفه ابن عذاري، قائلاً: «أبيض مشرب بحمرة، ربعة، أوقص، وافر اللحية، يخضب بالحناء.» أما عن شخصيته، فقد كان محمد بن عبد الرحمن حليمًا عفيفًا، كاظمًا لغيظه، مجتملاً حسن الأدب، بصيرًا بالحساب وكان لا يأخذ أحدًا بالظن، فروي أنه عاتب وزيره هاشم بن عبد العزيز، في شيء أنكره عليه من عدم التثبّت، قائلاً : «يا هاشم. من آثر السرعة، أمضت به إلى الهفوة.»
كما كان محبًا للأدب، مقربًا لأهل الأدب، فجمع حوله صفوة الشعراء والعلماء مثل عباس بن فرناس وابن عبد ربه، ومن العلماء عبد الملك بن حبيب وبقي بن مخلد. كما كان يحسن اختيار عمّاله إلى أن أصبح يأخذ بمشورة هاشم بن عبد العزيز، الذي أفسد عليه حسن اختياراته. وكان نقش خاتمه: «بالله يثق محمد، وبه يعتصم.»
وقد كان محمد بن عبد الرحمن على علاقة طيبة بمحمد بن أفلح حاكم تاهرت، وبنو مدرار حكام سجلماسة، كما كان شارل الأصلع ملك الفرنجة يسترجح عقله، ويهاديه.